# Araneus pavlovi
Araneus pavlovi är en spindelart som beskrevs av Schenkel 1953. Araneus pavlovi ingår i släktet Araneus och familjen hjulspindlar. Inga underarter finns listade i Catalogue of Life.